# 961 هـ
961 هـ هي سنة في التقويم الهجري امتدت مقابلةً في التقويم الميلادي بين سنتي 1553 و1554.

## مواليد
- مير عماد الحسني

## وفيات
- سليمان المهري
- علال البطلة الفاسي
- عبد الله بن ساسي السباعي